# 천찬
천찬(天贊, 922년 2월 ~ 926년 2월)은 요나라(거란국) 태조(太祖) 야율 억(耶律 億)의 두번째 연호이다. 4년 가량 사용하였다.

## 개원
- 신책(神冊) 7년 2월 22일[1](922년 3월 23일)에 연호를 천찬(天贊)으로 개원함.[2][3]

- 천찬(天贊) 5년 2월 5일[4](926년 3월 21일)에 연호를 천현(天顯)으로 개원함.[2][3]

## 연대 대조표
| 천찬       | 원년           | 2년             | 3년        | 4년        | 5년                 |
| 서기(西紀) | 922년          | 923년           | 924년      | 925년      | 926년               |
| 간지(干支) | 임오(壬午)     | 계미(癸未)      | 갑신(甲申) | 을유(乙酉) | 병술(丙戌)          |
| 후량(後梁) | 용덕(龍德) 2년 | 3년             | -          | -          | -                   |
| 후당(後唐) | -              | 동광(同光) 원년 | 2년        | 3년        | 4년 천성(天成) 원년 |

## 동시대 연호

### 한국
고려(高麗)
- 천수(天授) (918년 ~ 933년)

후백제(後百濟)
- 정개(正開) (900년 ~ 936년)

### 중국
후량(後梁)
- 용덕(龍德) (921년 ~ 923년)

후당(後唐)
- 동광(同光) (923년 ~ 926년)

전촉(前蜀)
- 건덕(乾德) (919년 ~ 924년)
- 함강(咸康) (925년)

남한(南漢)
- 건형(乾亨) (917년 ~ 925년)
- 백룡(白龍) (925년 ~ 928년)

양오(楊吳)
- 순의(順義) (921년 ~ 927년)

오월(吳越)
- 보대(寶大) (924년 ~ 925년)
- 보정(寶正) (926년 ~ 931년)

대장화(大長和)
- 정우(貞祐) (921년 ~ 924년)
- 초력(初曆) (925년 ~ 926년)

호탄 왕국(于闐)
- 동경(同慶) (912년 ~ 966년)

### 일본
- 엔기(延喜) (901년 ~ 923년)
- 엔초(延長) (923년 ~ 931년)

## 같이 보기
- 중국의 연호 목록